# Zsurlólevelű kazuárfa
A zsurlólevelű kazuárfa (Casuarina equisetifolia) a bükkfavirágúak (Fagales) rendjébe és a kazuárfafélék (Casuarinaceae) családjába tartozó faj.
Nemzetségének a típusfaja.

## Előfordulása
A zsurlólevelű kazuárfa a trópusi tengerpartokon, a belső területeken ültetve fordul elő; hazája Ausztrália, Dél-Ázsiáig és a Csendes-óceánig.

## Alfajai
- Casuarina equisetifolia equisetifolia L.
- Casuarina equisetifolia incana (Benth.) L.A.S.Johnson

## Megjelenése
Finom, részben csüngő ágai a balkáni selyemfenyő (Pinus peuce) finom tűlevelére emlékeztetnek, levelei közelről ízeltségük miatt zsurlóhoz hasonlítanak. A levelek apró pikkelyszerűek. A növény legfeljebb 25 méter magas fa, a lombkorona nagyon laza, finoman elágazó; a fiatalabb ágak zöldek és gyengén hosszbarázdásak, egy részük levelek módjára lehull. Apró levelei örvös állásúak, mint a zsurlónál. A porzós virágok egymás felett elhelyezkedő örvökben, legfeljebb 4 centiméter hosszú, barkaszerű virágzatot alkotnak az ágak csúcsán, a termős virágok az oldalsó törpehajtások csúcsán fejecskevirágzatban fejlődnek. A bibék vörösek. Termése legfeljebb 15 milliméter átmérőjű, gömbölyded, fás toboz, éles szélű pikkelyein apró szárnyas makkokkal.
|  |

## Egyéb
A zsurlólevelű kazuárfa gyors növekedésű, eltűri a sót és az erős szelet, a sovány talajokkal is megelégszik, mivel gyökérgümöcskéiben egy sugárgombafaj (Micromonospora) él, amely a levegő nitrogénjét megköti, és e vegyületekből a fának is juttat. Ezért  ideális fa a partvédelemhez és kilúgozott talajok erdősítéséhez. Floridában védőgyűrűként ültetik citrusültetvények köré. Kemény, súlyos fája a legkiválóbb tüzelőanyagnak számít, mivel hosszú ideig és csaknem füst nélkül ég. A polinézek fegyvereket készítettek belőle; a fa vörös nedvét elesett harcosok vérének tekintették. A gyökereket óvatosan kiásták, görbére hajlították, majd évekre újra elásták, hogy cápafogó horogként használhassák.

## Képek

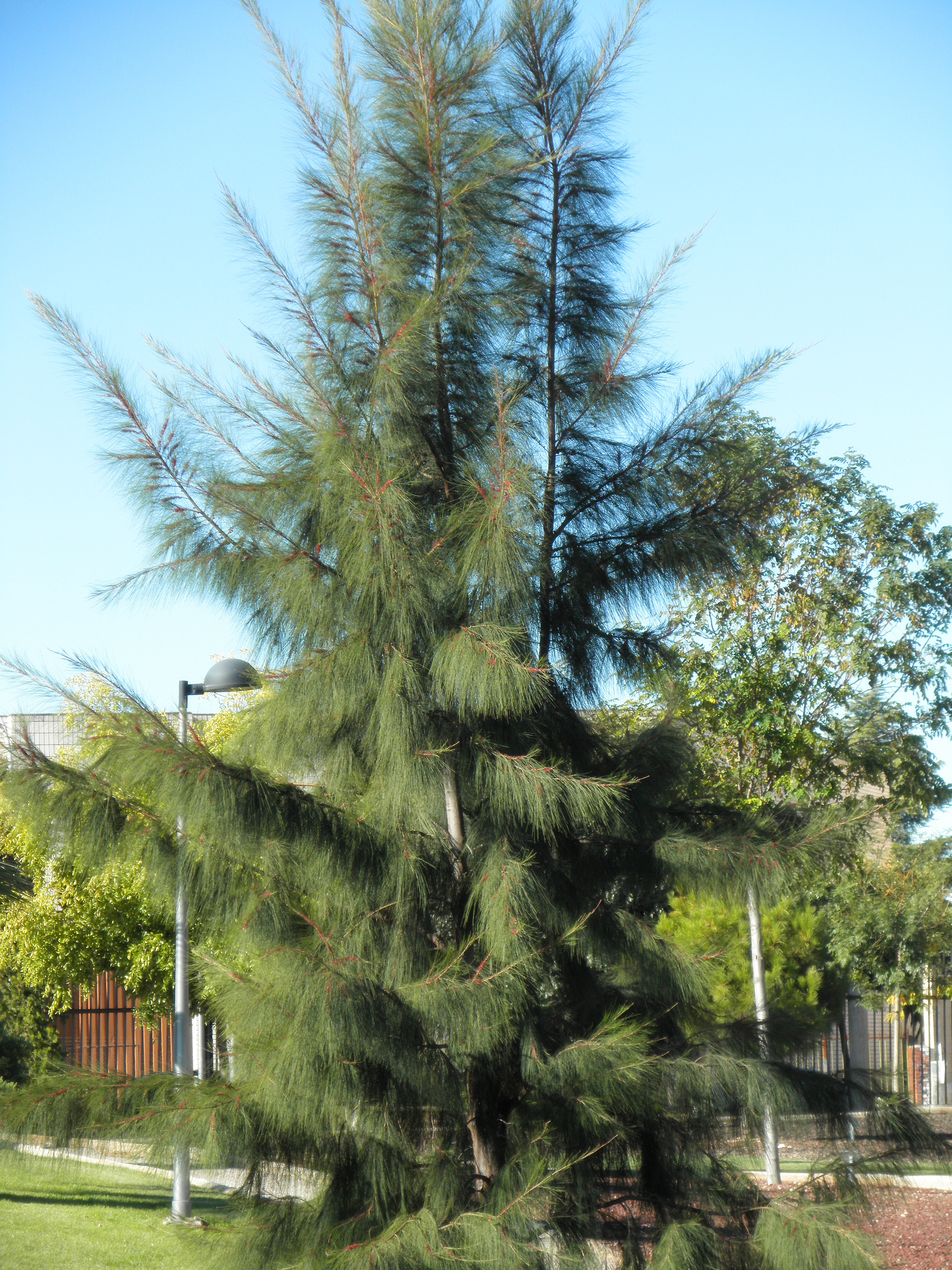
A fa
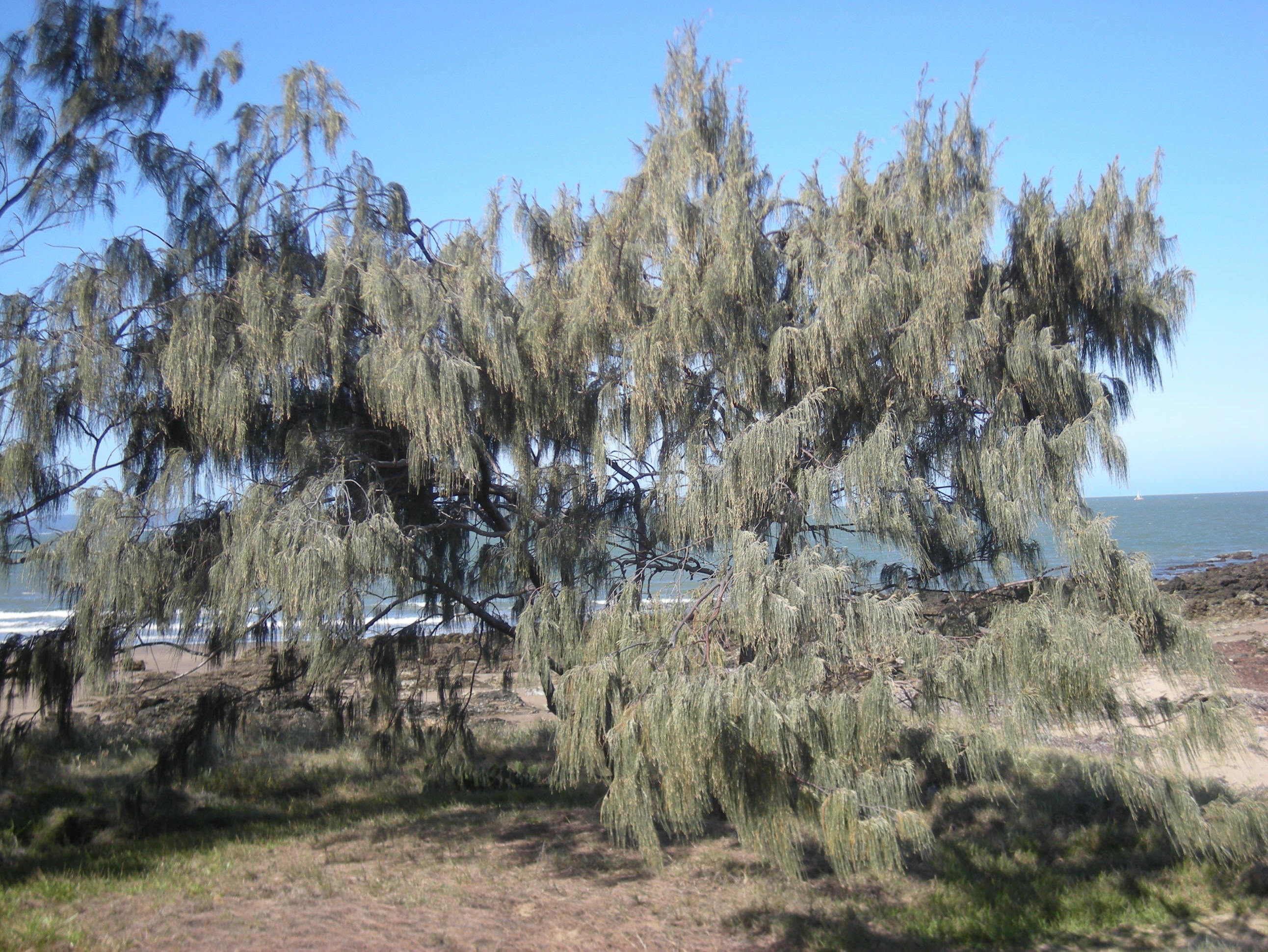
a természetes élőhelyén
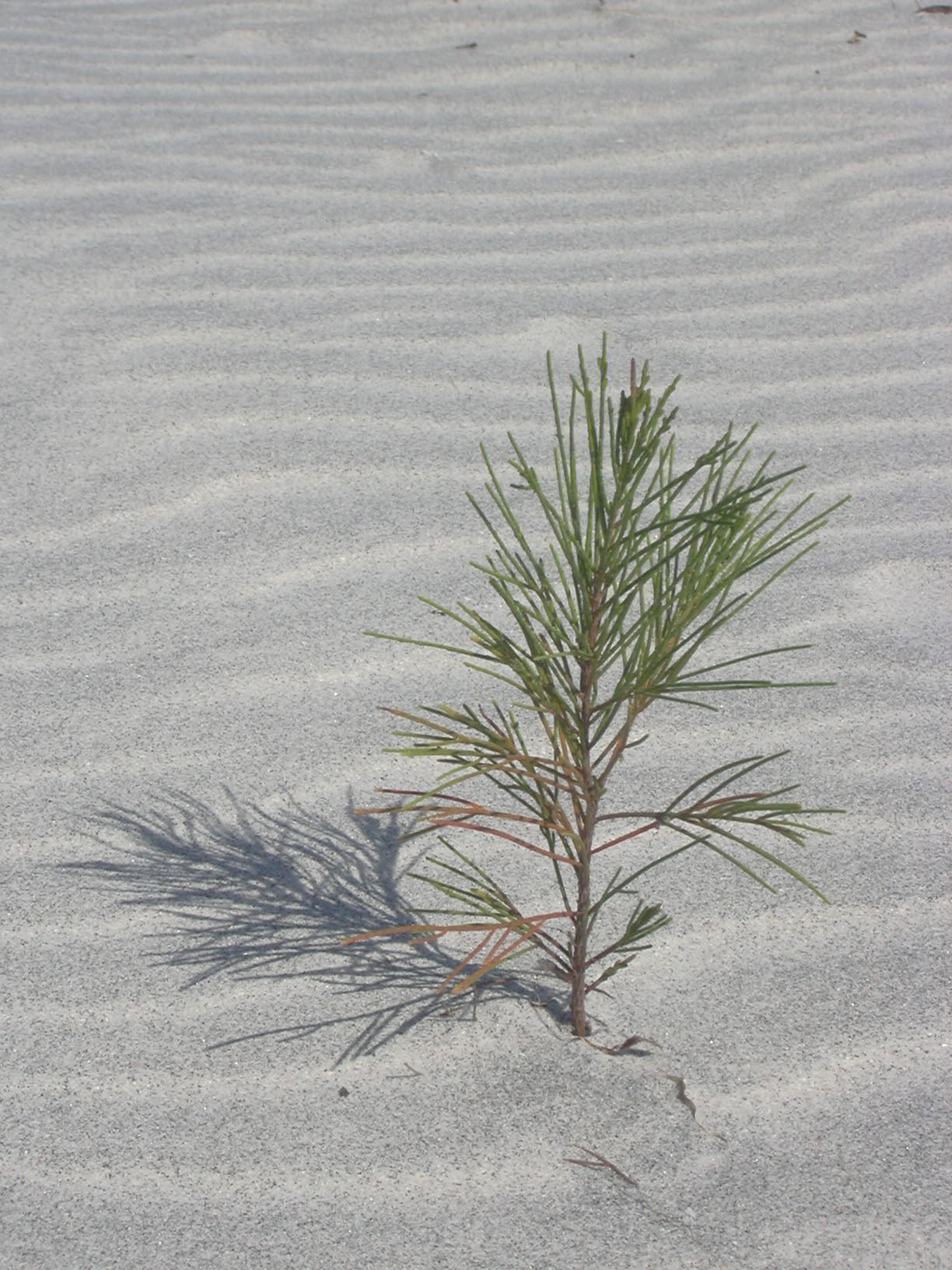
Csemete és
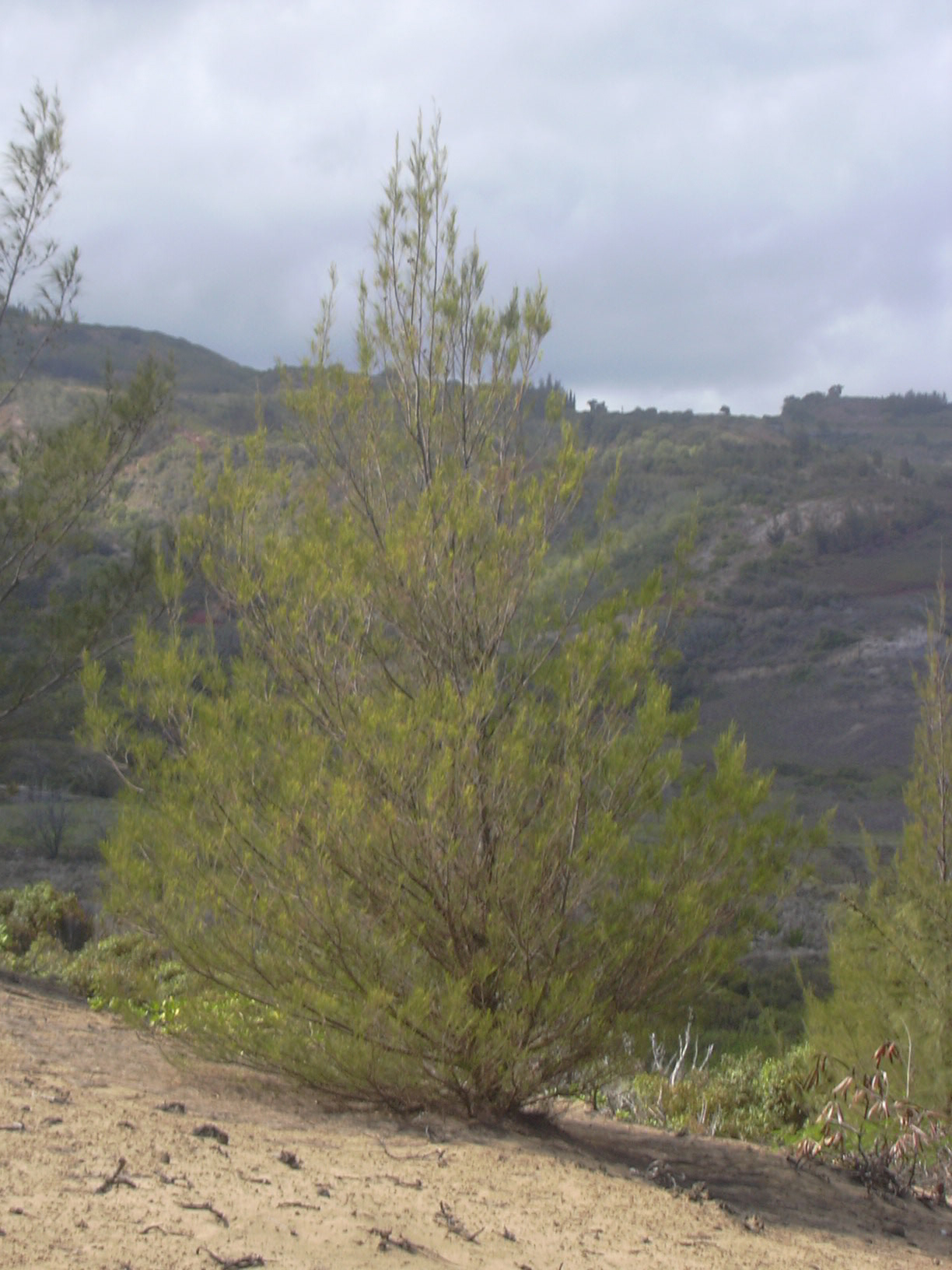
nagyobb csemete
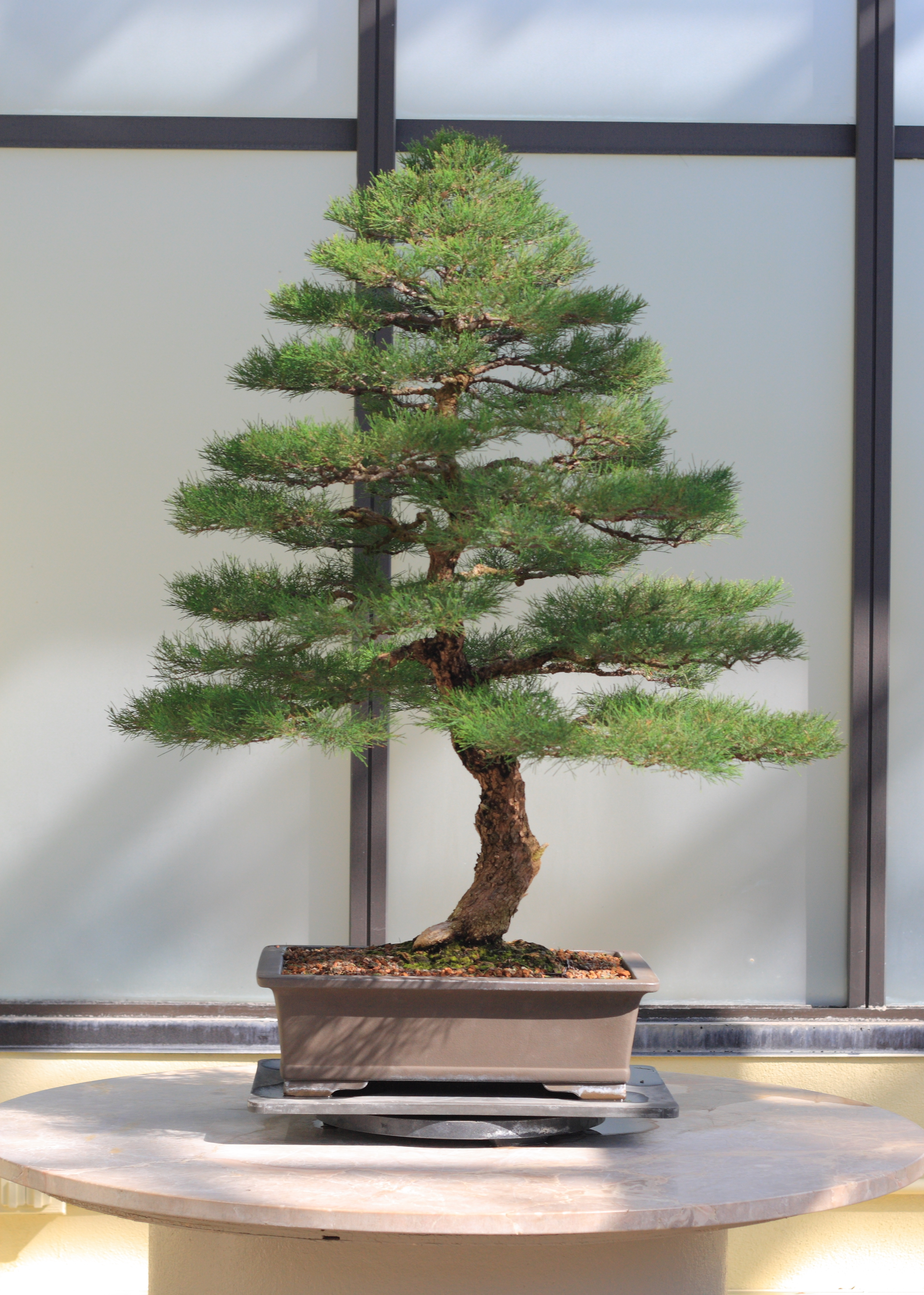
Bonszaiként
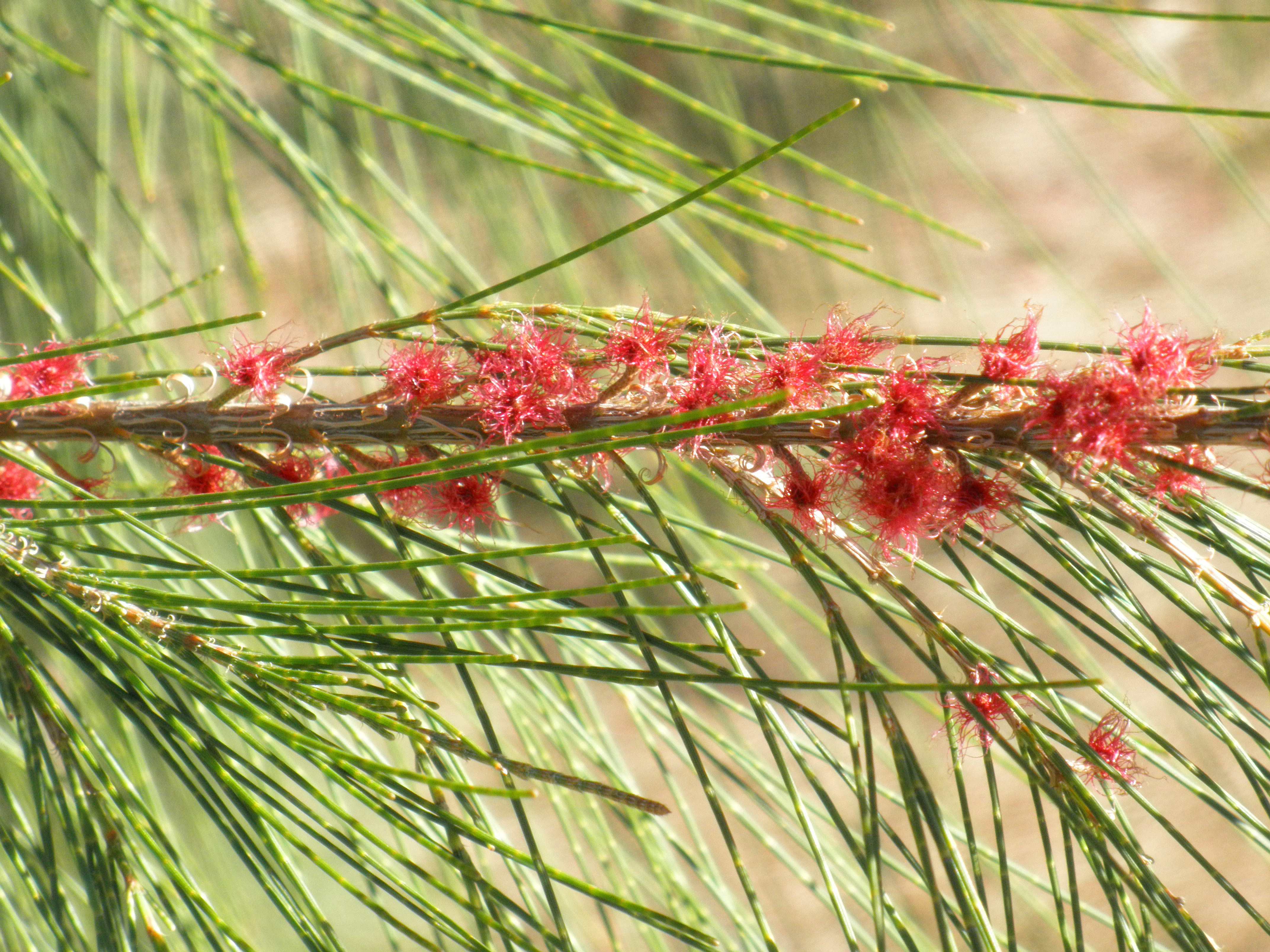
Virágai
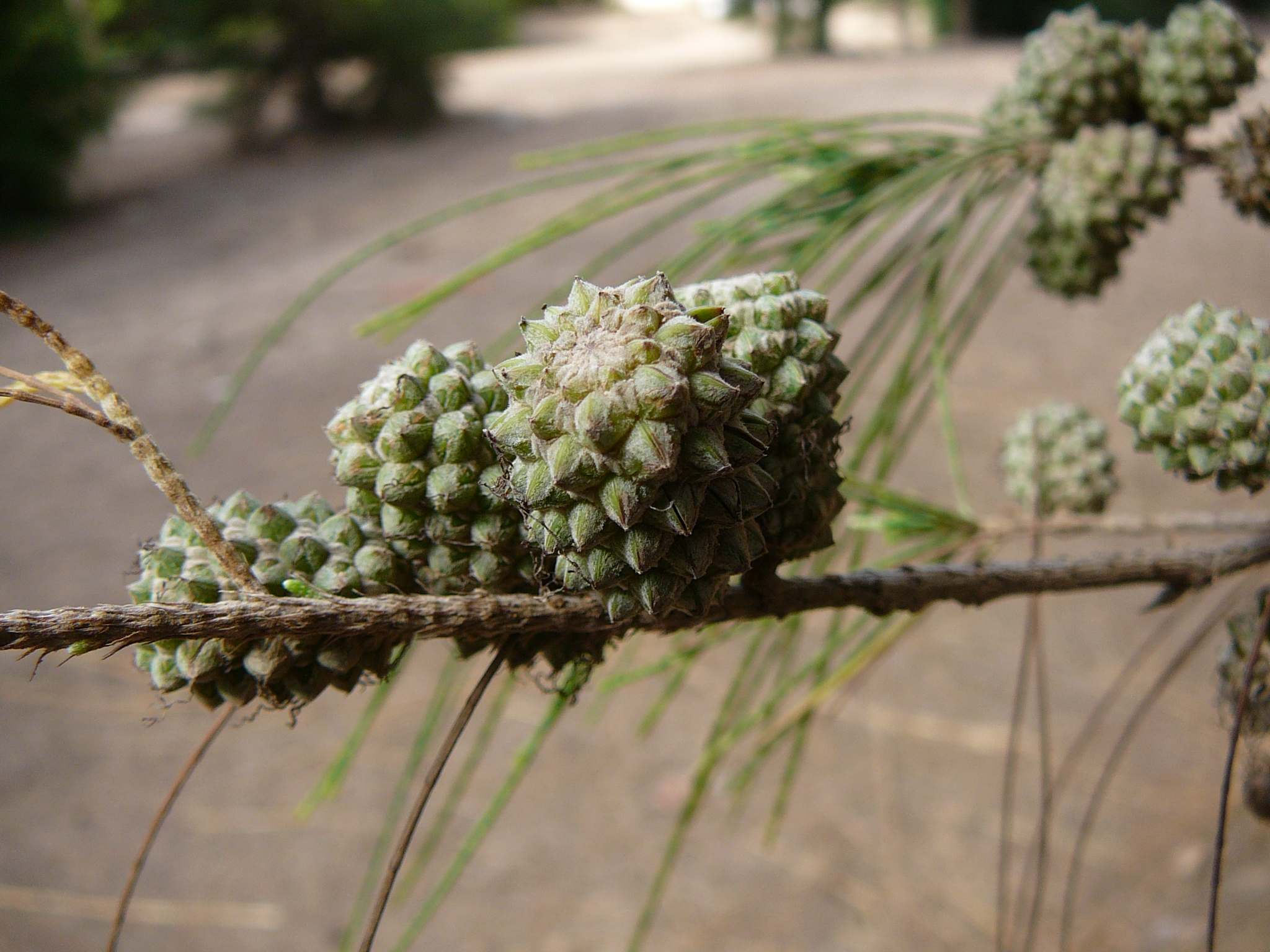
Termései
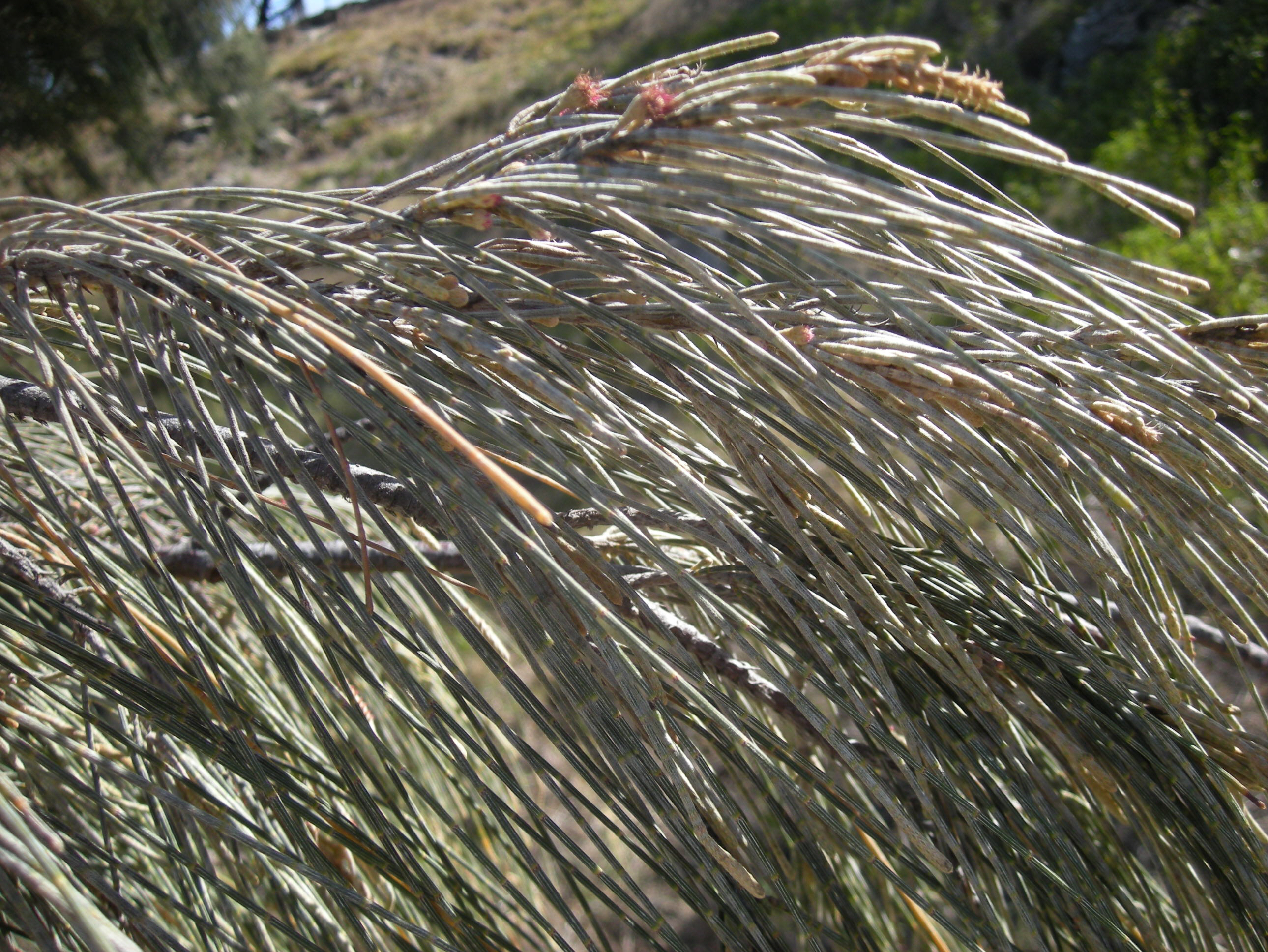
Virágai és levelei
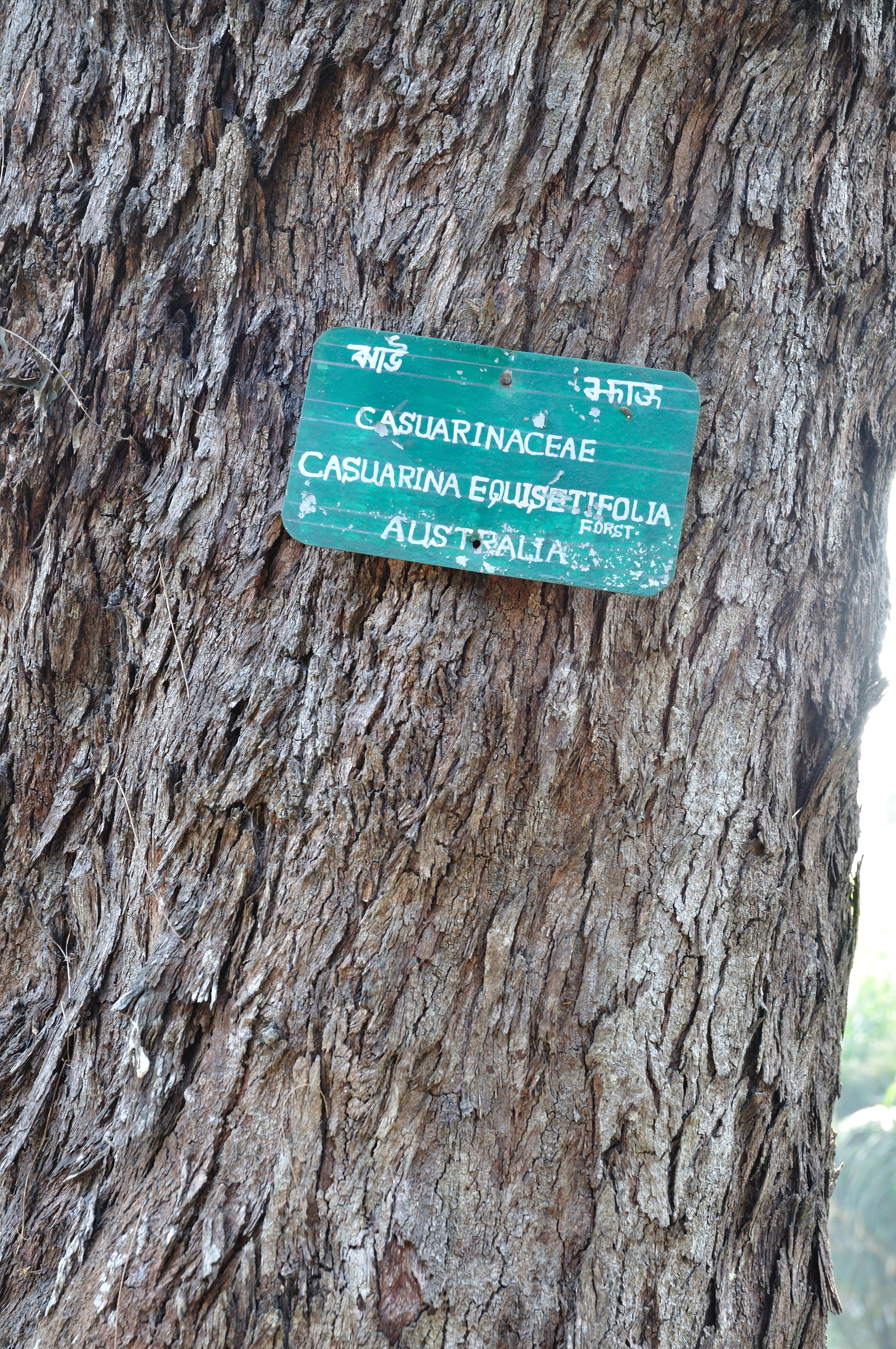
A kérge
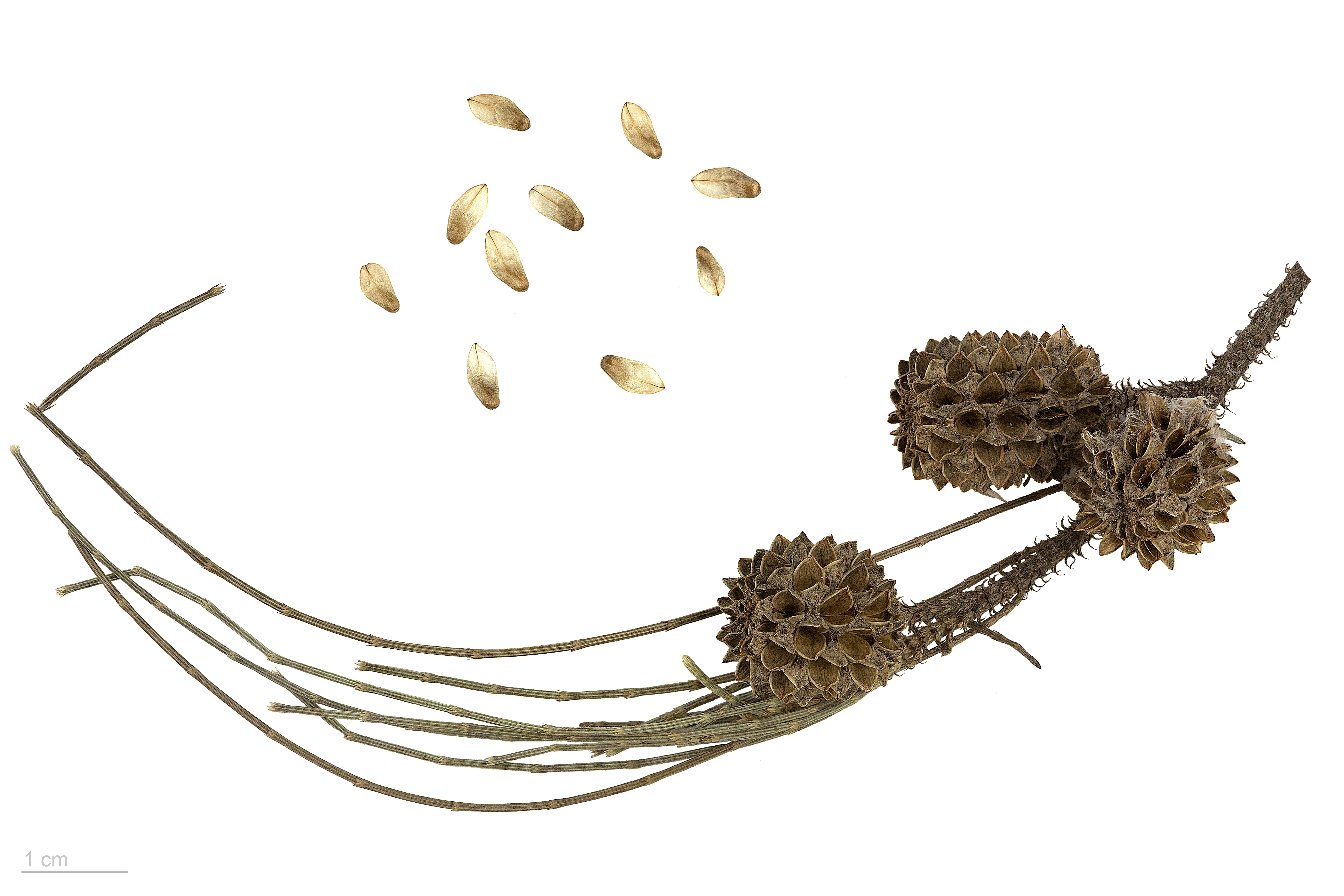
A termései és magvai egy múzeumban